# 모터사이클 컨슈머 뉴스
《모터사이클 컨슈머 뉴스》(영어: Motorcycle Consumer News)는 모터사이클 및 액세서리를 검토하고 모터사이클 안전, 교육 및 업계 뉴스를 다루는 월간 모터사이클 잡지였다. 2020년 2월 1일 재정난으로 인해 사업 운영을 중단하였다.